# Goodenia macbarronii
Goodenia macbarronii är en tvåhjärtbladig växtart som beskrevs av R. Carolin. Goodenia macbarronii ingår i släktet Goodenia och familjen Goodeniaceae. Inga underarter finns listade i Catalogue of Life.